# Grottes de Cougnac
De Grottes de Cougnac zijn twee grotten op het grondgebied van het dorpje Cougnac, in het Franse departement Lot, enkele kilometers van Gourdon, aan de doorgaande weg D17 naar Milhac en Masclat.
De heuvel waarin de grotten liggen, is vrij toegankelijk. De grotten zelf zijn alleen toegankelijk onder leiding van een gids. De eerste grot is een droge grot, waarin verschillende bijzondere stalactiet- en stalagmietformaties te vinden zijn. De interessantste grot is echter grot twee. In deze grot zijn een vijftigtal prehistorische rotstekeningen te vinden van onder andere oerossen, een paard, een bizon en een aantal abstracte figuren. Deze grot werd in 1952 ontdekt in onduidelijke omstandigheden aan de hand van een wichelroede.
Wat de grot van Cougnac bijzonder maakt, is dat het een van de weinige grotten in Zuidwest-Frankrijk is, waarin afbeeldingen van een mens te zien is. Een eerste figuur van 46 cm hoogte is getekend in zwart pigment over twee afbeeldingen van mammoeten in rood pigment heen. Het hoofd is nauwelijks weergegeven en lijkt op dat van een vogel. In het lichaam van de figuur zijn zeven schachten van speren te zien. Er is discussie of het gaat om een vogelmens of om de afbeelding van een alk. Een tweede figuur in zwart pigment is 28 cm hoog. Deze figuur heeft geen hoofd noch armen en lijkt te vluchten. De figuur heeft geen vrouwelijke kenmerken en betreft dus waarschijnlijk een man. Twee schachten steken uit zijn rug en een derde uit zijn dij. Een derde menselijke figuur is ook in zwart pigment en is doorboord met speren.
Cougnac valt hiermee in dezelfde traditie als de tekeningen in de grotten van Lascaux en Pech Merle, waar ook gewonde figuren werden getekend. Op basis hiervan en op basis worden deze tekeningen in Cougnac ook tot het Solutréen gerekend. C14-dateringen gaven verschillende, uiteenlopende data, van 23.610 jaar oud tot 19.500 jaar oud. Sommige tekeningen dateren dus uit het oudere Gravettien of uit het recentere Magdalénien.
De tekeningen in de grot van Cougnac zijn gemaakt vanuit religieus en cultureel oogpunt gedurende een periode van meer dan 5000 jaar. Het systematisch gebruik van het reliëf van de grotwand bij de compositie van de tekeningen en de aanwijzingen dat de wanden veelvuldig zijn aangeraakt, doet vermoeden dat de vroege moderne mensen geloofden dat de rots bovennatuurlijke krachten bezat. Door de rotsen aan te raken of te beschilderen wilde men toegang krijgen tot die krachten.